# Андраде, Эрнан
Эрнан Андраде Яньес (исп. Hernán Andrade Yáñez; род. 1 ноября 1960) — мексиканский легкоатлет, специалист по спортивной ходьбе. Выступал за сборную Мексики по лёгкой атлетике в середине 1980-х — начале 1990-х годов, бронзовый призёр Кубка мира в командном зачёте, чемпион Японии, участник летних Олимпийских игр в Сеуле.

## Биография
Эрнан Андраде родился 1 ноября 1960 года.
Впервые заявил о себе на международном уровне в сезоне 1984 года, когда вошёл в состав мексиканской сборной и выступил в дисциплине 50 км на Панамериканском кубке по спортивной ходьбе в Букараманге, где в конечном счёте был дисквалифицирован за нарушение техники ходьбы.
В 1987 году стартовал на Кубке мира по спортивной ходьбе в Нью-Йорке, сошёл с дистанции в 50 км.
В 1988 году на домашнем старте в Мехико превзошёл всех соперников в 50-километровой ходьбе, установив при этом свой личный рекорд — 3:49:38. Благодаря череде успешных выступлений удостоился права защищать честь страны на летних Олимпийских играх в Сеуле — здесь в программе 50 км получил дисквалификацию, не показав никакого результата. Также в этом сезоне был дисквалифицирован на Панамериканском кубке в Мар-дель-Плате.
В 1990 году одержал победу на открытом чемпионате Японии. На Панамериканском кубке в Халапе сошёл с дистанции 50 км.
В 1991 году на Кубке мира в Сан-Хосе снова сошёл, но вместе с соотечественниками стал бронзовым призёром мужского командного зачёта (Кубка Лугано).
Впоследствии проживал в штате Кинтана-Роо, работал в туристической сфере.